# Scrigno
La société Scrigno SpA est une entreprise italienne de construction de portes et fenêtres coulissantes à galandage dont le siège social et l'usine sont implantés près de Rimini, sur la côte Adriatique de l'Italie.

## Histoire
La société a été créée en 1989 par l'entrepreneur Giuseppe Berardi qui se spécialise dans la fabrication de portes coulissantes à galandage. Il dépose de nombreux brevets avec le souci d'acquérir une avance technologique sur ses concurrents italiens qui produisent des portes coulissantes, comme le faisaient les romains de Pompéi au Ier siècle de notre ère. La production de ce type de menuiserie n'avait pas disparu en Italie, mais restait du domaine quasi réservé des artisans.
Actuellement, Scrigno se présente comme leader sur ce marché, disposant d'une capacité de fabrication de 1.500 unités complètes par jour (portes et fenêtres), et disposant d'agences de représentation dans 16 pays dans le monde, plus de 1.000 distributeurs en Italie et 3 filiales dans le monde. 
Scrigno collabore étroitement avec Saint-Gobain.

## Activité
En 2013, la société a réalisé un chiffre d'affaires de 62 millions € en légère augmentation par rapport à 2012. Sa production a dépassé les 300.000 unités complètes,.